# Črpalna hidroelektrarna Kozjak
Črpálna hidróelektrárna Kozjak je načrtovana elektroenergetska naprava ob reki Dravi, ki bo v času nizkih cen energije črpala vodo iz Drave v umetno zgornje jezero, v času visokih cen električne energije pa bo v turbinskem delovanju proizvajala električno energijo ter delovala kot hranilnik električne energije.
V proizvodnem načinu je maksimalna moč 2x 220MW, v črpalnem načinu pa do 2x 213MW. Maksimalna višinska razlika med akumulacijama je 714 metrov. Zgornji akumulacijski bazen na Kolarjevem vrhu v dimenzijah 700 krat 200 metrov bo imel okvirni koristni volumen 2,9 milijona kubičnih metrov, pri tem je shranjena potencialna energija v višini 5,6 gigavatnih ur. Spodnji akumulacijski bazen predstavlja akumulacijsko jezero hidroelektrarne Fala. 
Z izgradnjo novega 21,7km dolgega daljnovoda bo črpalna hidroelektrarna vzankana na 400-kV daljnovod med RTP Maribor in RTP Kainachtal. 
Pričetek gradnje je načrtovan za leto 2027, z začetkom obratovanja med leti 2031 in 2033.